# Newport Jazz Festival
Le Festival de jazz de Newport (Newport Jazz Festival) est créé en 1954 par l'impresario de jazz George Wein. Il se déroule tous les ans au mois d'août, dans la ville de Newport aux États-Unis, à égale distance de New York et de Boston. Ce festival de jazz jouit d'une notoriété internationale, notamment grâce aux nombreux albums qui y ont été enregistrés.
Il quitte Newport pour New York en 1972, puis se dédouble en 1981 avec son retour à Newport. Au gré des contrats de partenariat, il a été rebaptisé "JVC jazz Festival" de 1984 à 2008, et "CareFusion Newport Jazz Festival" depuis 2009.
Le festival a lieu en plein air au Fort Adams State Park (en) de Newport, au mois d'août pendant trois jours.

## Création du festival à Newport
Le Newport Jazz Festival s'installe en 1954 au casino de Newport, dans le quartier historique de l'avenue Bellevue. Il s'agit au début de quelques conférences suivies de concerts sur la pelouse en plein air. Quelques musiciens connus y participent dont Ella Fitzgerald, Billie Holiday, et Dizzy Gillespie ; l'évènement est relayé par la presse et les magazines. Pendant deux jours, environ 11 000 spectateurs assistent à ce premier festival, ce que la presse qualifie d'important succès à l'époque,.

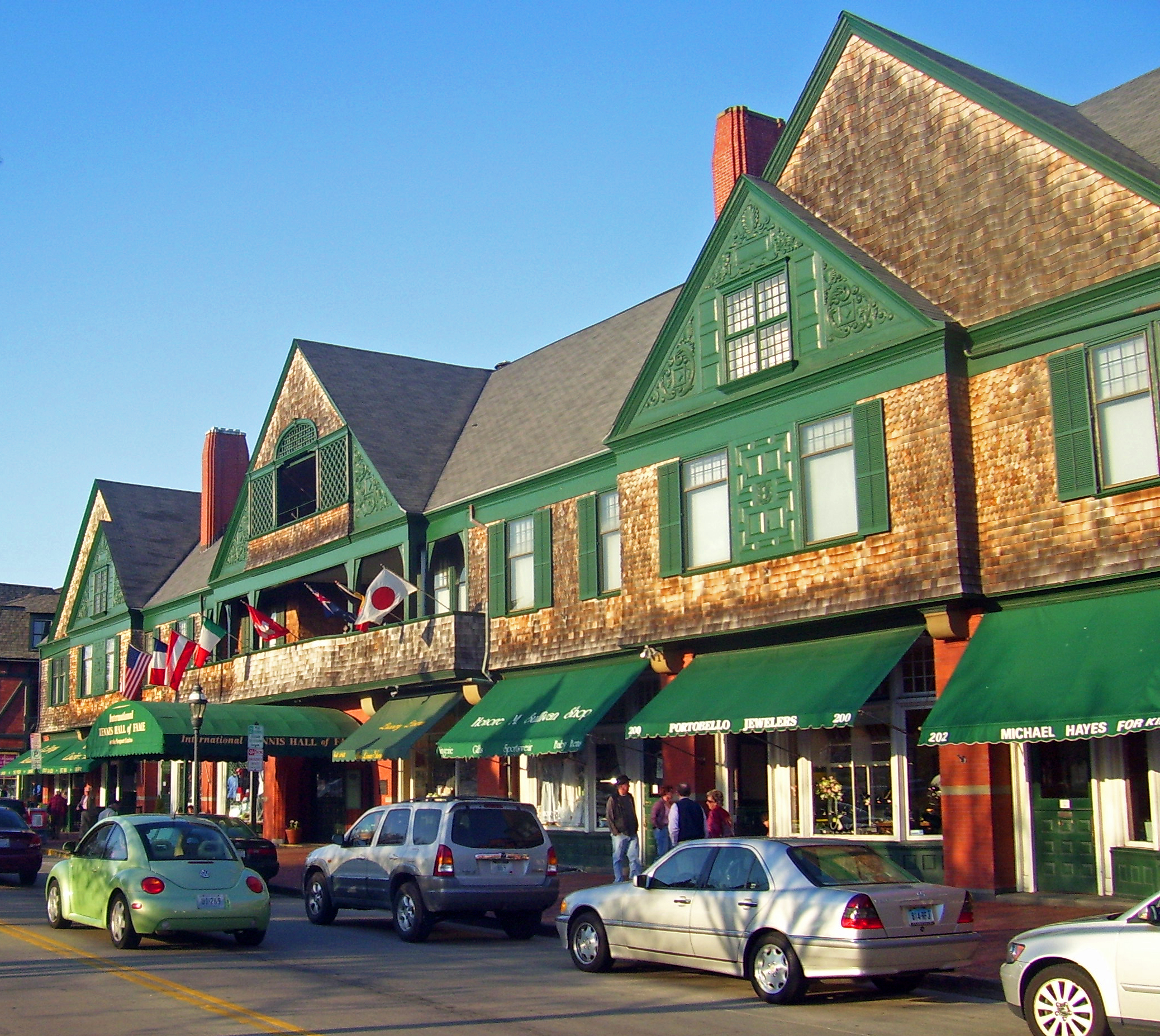
Le casino de Newport (2008)

Pour l'année suivante les organisateurs cherchent un nouveau lieu, le casino et ses pelouses n'étant pas adaptés pour recevoir un tel public. Les mécènes Elaine et Louis Lorillard (qui dirige la Lorillard Tobacco Company) achètent Belcourt Castle (en), une grande propriété inhabitée du XIXe siècle qui pourrait recevoir plus de 10 000 spectateurs sur ses pelouses, et loger les musiciens et invités. Mais les travaux de réhabilitation du château et l'opposition du voisinage à ce projet, font que le festival se replie à Freebody Park, un terrain de sports situé près du casino. Les conférences et les réceptions se tiendront finalement à Belcourt, et les concerts à Freebody Park.
La haute bourgeoisie de Newport est très hostile à ce festival, organisé par la jeune élite : peu habitués à cette musique et soucieux de leur tranquillité, les résidents fortunés voient arriver le temps d'un week-end des foules de prolétaires, dont beaucoup d'étudiants qui, en l'absence de possibilités d'hébergement, dorment sur les pelouses, avec ou sans tente. Le racisme s'exprimait encore beaucoup à Newport comme ailleurs aux États-Unis, et la plupart des musiciens et leur public étaient afro-américains. Les embouteillages et quantités d'autres nuisances sont constamment pointés du doigt,.
Le festival est reconduit les années suivantes, et sa popularité grandit.
En 1960, le tapage des spectateurs crée un incident qui nécessite l'intervention de la Garde Nationale. La rumeur qui donne le festival pour mort à la suite de cet évènement, après la conférence sur le blues donnée le dimanche après-midi par le musicien Muddy Waters, inspire le poète Langston Hughes. Il écrit rapidement le texte « Goodbye Newport Blues » qu'il transmet à l'orchestre de Muddy Waters sur scène, et demande qu'il soit chanté même de façon improvisée : c'est Otis Spann, le pianiste du groupe, qui va diriger l'orchestre et chanter le poème de Hughes.
En raison des évènements de 1960, le festival est annulé l'année suivante,. À la place, "Music at Newport", un autre festival, est produit par Sid Bernstein avec le soutien d'un groupe d'hommes d'affaires de Newport. Quelques musiciens de jazz s'y produisent, mais l'évènement n'obtient pas le succès escompté. Bernstein annonce alors qu'il ne le reconduira plus en 1962.
Le Newport Jazz Festival revient au Freebody Park en 1962. George Wein ne renouvelle pas le mode d'organisation qui prévalait depuis 1960 avec une association à but non lucratif. À la place, il crée une entreprise indépendante qui va lui permettre, au cours des années suivantes, de créer de nouveaux festivals de jazz. En 1963, parmi les musiciens participants, on compte le pianiste Joe Sullivan en soliste.
En 1964, le festival se déroule pour la dernière fois au Freebody Park. Les organisateurs jugent nécessaire de le déplacer hors du centre-ville, les tensions de 1960 n'étant pas encore oubliées par les habitants. Un site plus approprié est trouvé, un simple mais vaste terrain, qui deviendra le "Festival Field". Son aménagement est terminé pour le festival de 1965, pendant lequel Frank Sinatra enregistrera un album live.

## Newport à rude épreuve
L'édition de 1969, un mélange de jazz, de soul et de rock, est un succès d'audience. Sa programmation comprend, outre le jazz, des concerts de rock le vendredi soir avec Jeff Beck, Blood, Sweat & Tears, Ten Years After et Jethro Tull. Le programme du samedi soir propose un mélange de jazz (Miles Davis, Dave Brubeck) et d'autres musiques (John Mayall, Sly and The Family Stone). James Brown joue le dimanche après-midi suivi le soir par Herbie Hancock, le musicien de blues BB King et le groupe rock britannique Led Zeppelin.
Mais de graves incidents viennent perturber le festival : le public est trop nombreux, plusieurs centaines de personnes qui n'ont pas pu obtenir leur billet d'entrée s'amassent sur les pentes d'une colline voisine, et des incidents se produisent : clôtures effondrées, déferlement du public au milieu des concerts. Le samedi soir, les troubles sont particulièrement importants, ce qui amène George Wein, qui craint une émeute, à annuler le concert de Led Zeppelin le lendemain. À cette annonce la foule quitte la ville et la décision est prise de tenir finalement le concert comme prévu initialement,.
En 1971, la programmation propose un concert avant-garde du groupe de rock sudiste The Allman Brothers Band. Le public est beaucoup plus nombreux que la capacité du site. La foule de spectateurs brise la clôture pendant que Dionne Warwick est en train de chanter What the World Needs Now Is Love. Le festival est interrompu alors que des spectateurs montent sur scène et détruisent les équipements. En 1972, le festival ne se fera plus à Newport,.

## Agrandissement et déménagement à New York
En 1972, George Wein transfère le Newport Jazz Festival à New York, qui devient le "Newport Jazz Festival-New York". La capacité augmente avec la multiplication des lieux de concerts, cette année le Yankee Stadium et le Radio City Music Hall. 30 concerts et 62 grands musiciens sont programmés parmi lesquels Dizzy Gillespie, Duke Ellington, Dave Brubeck, Ray Charles et Roberta Flack. En 1973, deux concerts ont lieu au Fenway Park de Boston, sous le nom de "Newport New England Jazz Festival".
Cette organisation se poursuit avec succès les années suivantes, mais George Wein tend à délaisser les concerts en plein air depuis le transfert à New York dans des salles fermées.
En 1977, George Wein signe un contrat avec la petite ville de Saratoga Springs et transfère l'édition de 1978 au Saratoga Performing Arts Center (en), une salle de concerts de plus de 25 000 places. Le festival devient le "Newport Jazz Festival-Saratoga", mais Wein revient sur sa décision de quitter New York, et maintient le "Newport Jazz Festival-New York" avec sa capacité d'accueil initiale,.
L'extension du festival à Saratoga démontra que la marque "Newport Jazz Festival" pouvait être déclinée ailleurs qu'à Newport : elle fut exportée dans d'autres lieux, et jusqu'au Japon avec le "Newport Jazz Festival in Madarao (en)".
Au cours des années 1970, le Newport Jazz Festival fut un pionnier des contrats de mécénat d'entreprise dans les festivals de musique, en s'associant avec des marques telles que Schlitz (Joseph Schlitz Brewing Company (en)) ou Kool (RJ Reynolds Tobacco Company).

## Retour à Newport en 1981

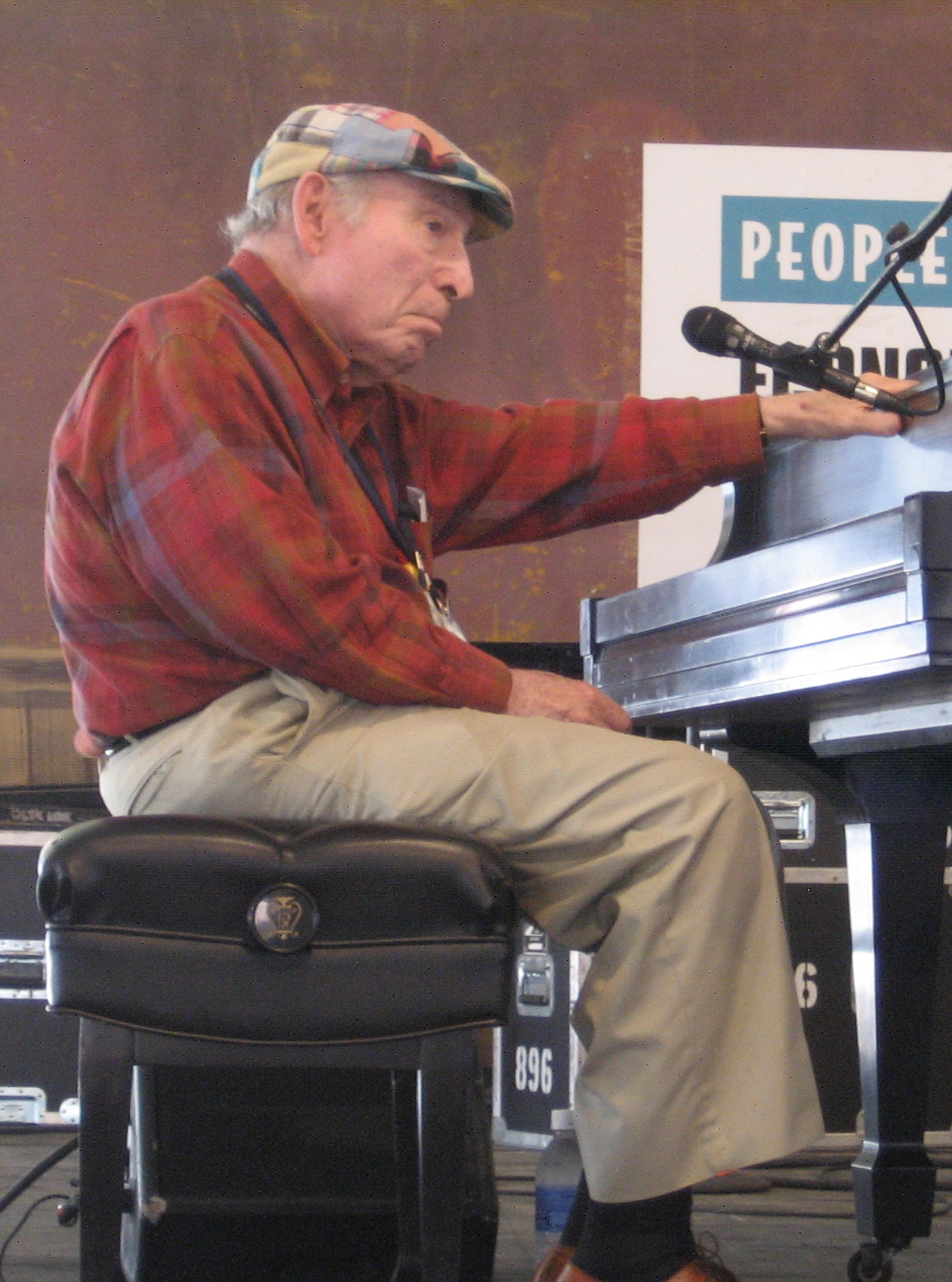
George Wein en 2009

George Wein ramène le festival à Newport en 1981, ses motivations principales étant le souci de préserver l'héritage du Newport Jazz Festival et de protéger ses intérêts dans le nom de l'évènement. En effet, son contrat avec le sponsor du "Newport Jazz Festival-New York" lui avait fait perdre son nom, transformé en "Kool Jazz Festival".
Le Newport Jazz Festival ne revient pas au Festival Field mais s'implante au Fort Adams State Park (en), en bord de mer, avec la mise en place de trois scènes indépendantes.
Le festival est un succès dès son retour à Newport, d'autant que la ville souhaite désormais développer le tourisme, mais le nombre de spectateurs ne reviendra jamais au niveau des premières années, en partie à cause des changements d'intérêt du public et de la multiplication des festivals concurrents. George Wein signe un accord de partenariat de 1984 à 2008 avec JVC, période où il porte le nom de JVC Jazz Festival, et depuis 2009 avec le groupe médical Cardinal Health, et devient le CareFusion Newport Jazz Festival.
De 1982 à 2004, George Wein est l'organisateur du Newport Jazz Festival in Madarao (en), à la demande des hôteliers de la station de ski de Madarao Kogen (Liyama, préfecture de Nagano) au Japon.
Début 2007, George Wein vend sa société George Wein Festival Production lors d'une fusion avec Shoreline Media. Cette fusion crée un nouveau groupe, Festival Network LLC, qui devient à son tour propriétaire et exploitante du festival, et qui contrôle le patrimoine de la marque Newport Jazz Festival. George Wein est membre du comité de direction, mais ne s'occupe plus directement du management opérationnel du festival.

## Principaux concerts et enregistrements

### Avant 1960
Deux des plus importants concerts de l'histoire du festival sont celui de Miles Davis en 1955 avec son solo sur le thème de 'Round Midnight, et celui de Duke Ellington en 1956 avec son Diminuendo and Crescendo in Blue (en). L'album Miles and Monk at Newport compile respectivement leurs concerts à Newport en 1958 et 1963.
L'album du concert d'Ellington de 1956 (Ellington at Newport) a été réédité en 1999. Mis à part l'enregistrement en public de Diminuendo and Crescendo in Blue, avec le lointain solo de saxophone de Paul Gonsalves, l'album original utilisait des ré-enregistrements en studio, note pour note, de certains passages importants, contre l'avis de Duke Ellington. La nouvelle édition restaure le concert original grâce à la découverte d'une version diffusée et enregistrée par Voice of America, et notamment l'étrange timbre de Gonsalves. Il s'avère que Gonsalves s'était présenté devant le mauvais micro pour jouer son fameux solo, celui de Voice of America au lieu de celui de la scène, ce qui faillit créer une émeute parmi les spectateurs.
Les concerts d'Ella Fitzgerald, Billie Holiday et Carmen McRae en 1957 ont été édités sur l'album Ella Fitzgerald and Billie Holiday at Newport (en) (1958). Encore en 1957, le concert de Gigi Gryce avec le Donald Byrd Jazz Laboratory, et celui du Cecil Taylor Quartet avec Steve Lacy, sont édités dans l'album At Newport (en) (1958).
Le 5 juillet 1958 y est enregistré le premier album live de Ray Charles Ray Charles at Newport.
Toujours en 1958 se produit The International Youth Band, formé pour l'occasion par Marshall Brown et composé de jeunes musiciens européens dont beaucoup feront carrière et parmi lesquels on compte Dusko Goykovich, Roger Guérin, George Gruntz, Ruud Jacobs, Erich Kleinschuster, Albert Mangelsdorff, Ronnie Ross ou encore Gábor Szabó. Le concert sera édité en album.
Le film de Bert Stern Jazz on a Summer’s Day (1960), est un documentaire consacré au Newport Jazz Festival de 1958.

### Après 1960
Le concert de Muddy Waters en 1960 est édité sur l'album At Newport 1960. Celui de Nina Simone la même année est enregistré sur l'album Nina Simone at Newport. En 1967, Albert Ayler enregistre une partie de son concert sur le disque Holy Ghost: Rare & Unissued Recordings (1962–70) (en). Le concert d'Ella Fitzgerald en 1973 est édité sur l'album Newport Jazz Festival: Live at Carnegie Hall (en).
De nombreux autres artistes ont été enregistrés au Newport Jazz Festival ces années là, parmi lesquels Count Basie, Dave Brubeck, Ray Charles, John Coltrane, Archie Shepp, et Herbie Mann.